# San Domenico in gloria
San Domenico in gloria è un dipinto del pittore veneziano Giambattista Tiepolo realizzato nel 1723 e conservato nelle Gallerie dell'Accademia a Venezia.